# コロナナモレモモ
コロナナモレモモ（マキシマム ザ ホルモン2号店）は、日本のロックバンド・マキシマム ザ ホルモンによるロックバンドフランチャイズ企画から結成されたバンド。所属事務所はミミカジル。レーベルはワーナーミュージック・ジャパン。活動期間は2019年 - 2024年の5年間。2024年2月16日のライブをもって活動終了。

## 来歴
2019年
2月20日：マキシマム ザ ホルモン（以下ホルモン）が、「マキシマム ザ ホルモン いい意味でも悪い意味でも驚愕的な発表（※一部の方にとって）」と題した記者会見をワーナーミュージック・ジャパンにて開き、音楽業界初としてフランチャイズ制度を導入すると発表。これは、ホルモンを「本店」とし、原曲を自由に使用・アレンジ出来る権利が与えられ、「2号店」として活動するバンドのメンバーを募集するというもの。フランチャイズ制に踏み切ったきっかけについて、バンドの多角化を狙う一手であることも明かした。コンセプト上、2号店完全オリジナルの楽曲は発表されない。この時、2号店の活動拠点となる本拠地が栃木県に決定されるとともに、以後5年間ホルモンは栃木県でのライブ活動を行わないとした。
6月16日：栃木県・ベルモールにて初の単独イベント「マキシマム ザ ホルモン2号店 臨時副稼業（ファン交流会）」を開催。イベントにはオーナーを務める「笹島ササ」ことマキシマムザ亮君がサプライズ登場し、両A面シングル『恋のメガラバ/包丁・ハサミ・カッター・ナイフ・ドス・キリ』を2019年夏頃に発売することを発表した。作品発売時は「コロナナモレモモ」名義で活動することも併せて発表された。フェスなどでは「コロナナモレモモ（マキシマム ザ ホルモン2号店）」名義で出演する。
9月25日：『恋のメガラバ/包丁・ハサミ・カッター・ナイフ・ドス・キリ』をリリースしメジャーデビュー。収録曲「恋のメガラバ」がTBS系テレビ『王様のブランチ』のエンディング曲に決定。
10月3日、「恋のメガラバ」のミュージックビデオをホルモン公式YouTubeチャンネルに公開。
2023年
2月20日：オマキが同年5月7日に行われる「VIVA LA ROCK 2023」を以て脱退することを発表。
5月19日：YouTubeにて動画「ガチンコ ザ ホルモン〜エンドゲーム〜」を公開し、動画内にて2024年2月を以て解散（公式では「倒産」と表記）することを発表。結成前から期間限定での活動が決定されており、メンバーにも予め知らされていた事が明かされた。また解散までの期間のサポートドラマーとして本店メンバーの上ちゃんの実弟である上原晃が参加することも併せて発表された。
2024年
2月16日：「暖簾下ろしワンマンファイナルライブ」をもって活動終了。

### バンド名の由来
本店（ホルモン）が活動スローガンに掲げている「あっさり生きずコッテリ生きろ」の「コッテリ」のローマ字表記である「COTTELEE」を片仮名風にもじり、C=コ、O=ロ、T=ナ、T=ナ、E=モ、L=レ、E=モ、E=モ、とした事が由来である。命名の理由として笹島ササは「あえて冠のホルモンっていう名前を外した状態でいって欲しいなと思って、本店（ホルモン）の事を知らない人たちが聴いて『なにこのバンドかっこいい』って思って欲しい」とした。

## メンバー
| 名前         | パート                                | 担当                         | 人物                                                                             |
| 全期間活動   | 全期間活動                            | 全期間活動                   | 全期間活動                                                                       |
| ------------ | ------------------------------------- | ---------------------------- | -------------------------------------------------------------------------------- |
| タクマ       | ボーカル（クリーン、シャウト） ギター | 歌と6弦                      | -                                                                                |
| セキはん     | ボーカル（シャウト、フィマール）      | キャーキャーうるさい方と女声 | 「赤飯」名義で「オメでたい頭でなにより」のメンバーとして活動中。                 |
| わかざえもん | ベース コーラス ボーカル              | 4弦と歌                      | 2023年に「East Of Eden」へ参加（翌年を以って脱退）。 「.(dot)any」の元メンバー。 |
| DANGER×DEER  | DJ サンプラー                         | 第5のパート                  | 「KSUKE」名義で活動中。                                                          |
| 2023年卒業   |                                       |                              |                                                                                  |
| オマキ       | ドラムス コーラス ボーカル            | ドラムと歌とニタニタ         | 2023年5月7日に行われた「VIVA LA ROCK 2023」をもって卒業。                        |

### サポートメンバー
WHITExDEER（ホワイト・ディアー）
DANGERxDEERの妹という設定をもつ謎の女性。兄とは対照的で白いヘルメットを被っており、DANGERxDEERが諸般の事情で参加ができないライブにサポートDJとして参加していた。コロナナモレモモの活動期間中は素顔と正体が公にされることはなかったが、活動終了後にリリースされた映像作品『NO COTTELEE, NO LIFE!』のボーナス・コンテンツで確認することができる。
上原 晃（うえはら あきら）
オマキ卒業後の2023年5月以降から解散までの期間、サポートドラマーとして参加。2023年5月以前もドラムテックとして2号店プロジェクトに関与していた。本店（ホルモン）メンバー・上ちゃんの実弟。

## ガチンコ ザ ホルモン
『ガチンコ ザ ホルモン』は、2019年から2024年までマキシマム ザ ホルモン公式YouTubeチャンネルで配信されたコロナナモレモモに関するオーディション番組、バラエティ番組。全4シリーズ。

### シーズン1
シーズン1は、『ガチンコ ザ ホルモン〜コッテリの継承者たち〜』と題し、初ライブパフォーマンス「VIVA LA ROCK 2019」に至るまでの模様を配信した。2019年3月20日から5月20日までで全15話（#0も公開）。日清食品特別協賛。ワーナーミュージック・ジャパン、日本テレビ音楽提供。マキシマム ザ ホルモンの友人、関係者、または憧れを抱く様々なバンドマン、YouTuberなど多彩な人が参加するオーディションとなった。番組内では、マキシマムザ亮君の脚本による演出要素も多々盛り込まれ、ミュージシャンやアーティストが友情出演している。

#### 収録作品
未公開シーンと特典映像を追加した完全永久保存版として1stシングル『恋のメガラバ / 包丁・ハサミ・カッター・ナイフ・ドス・キリ』の特典DVDに収録されている。

### シーズン2
シーズン2は、『ガチンコ ザ ホルモン〜コッテリの、その先へ。〜』と題し、配信。初ライブ以降のコロナナモレモモの動向、ならびに2号店プロジェクトへの参加継続を審議とする対象となったメンバーへの密着映像を公開した。全9話。

#### ホルモンの新曲俺ならこう歌う選手権!!
本シーズン内では本店（マキシマム ザ ホルモン）の新曲のカラオケ音源と歌詞のみを渡されたアーティスト達が自由なメロディーで歌唱に挑むという企画が行われた。なお、本企画にあたり以下のアーティストが参加した。
- 奥田民生
- 桜井和寿（Mr.Children）
- TERU（GLAY）
- ファンキー加藤
- GONGON（元・B-DASH）
- こやまたくや（ヤバイTシャツ屋さん）
- R-指定（Creepy Nuts）
- Ayase（YOASOBI）
- 粗品（霜降り明星）

### ガチンコ ザ ホルモン〜エンドゲーム〜
『ガチンコ ザ ホルモン〜エンドゲーム〜』では2023年に卒業を宣言したオマキ（ドラムと歌とニタニタ）の最後のライブ（「VIVA LA ROCK 2023」）当日模様を公開した。また、番組終盤でコロナナモレモモの「倒産」（事実上の活動終了）を発表した。2023年5月19日公開。全1話。

### ガチンコ ザ ホルモン〜コッテリの帰還〜
最終シーズンにあたる『ガチンコ ザ ホルモン〜コッテリの帰還〜』では、コロナナモレモモのラストライブとなった「暖簾下ろしワンマンファイナルライブ」の模様に加え、マキシマムザ亮君自身がホルモン2号店プロジェクトの真の目的を解説する映像が公開された。2024年3月18日公開。全1話。シリーズ最終回。

## ディスコグラフィ

### シングル
|        | 発売日        | タイトル                                                  | 規格品番       | 最高位 | 概要 |
| ------ | ------------- | --------------------------------------------------------- | -------------- | ------ | --- |
| 1st    | 2019年9月25日 | 恋のメガラバ / 包丁・ハサミ・カッター・ナイフ・ドス・キリ | WPZL-31651～53 | 4位    | デビューシングル。 |
| ラスト | 2021年3月31日 | LUST                                                      | 00W9 14398     | -      | 本店による「はじめての マキシマム ザ ホルモン マスク「ESSENTIALS」に同梱。2号店としてのラストシングル。全8〜9曲入り。 |

### 映像作品
|     | 受注期間              | タイトル                  | 規格品番            | 備考                                                                    |
| --- | --------------------- | ------------------------- | ------------------- | ----------------------------------------------------------------------- |
| 1st | 2024年3月25日～4月1日 | 「NO COTTELEE, NO LIFE!」 | WQNL-58、WQXL-10018 | コロナナモレモモが2月16日に栃木で開催したファイナルライブの模様を収録。 |

## イベント

### 出演イベント
| 年     | 月日     | 公演タイトル                                                                | 会場                               | 備考 |
| ------ | -------- | --------------------------------------------------------------------------- | ---------------------------------- | --- |
| 2019年 | 5月5日   | VIVA LA ROCK 2019                                                           | 埼玉県・さいたまスーパーアリーナ   | 初のライブ・パフォーマンスとなった。 ライブ終了後には2018年9月からライブ活動を休止していた本店メンバーがステージにサプライズ登場し、本店のライブ活動再開とツアーの開催を告知した。 |
| 2019年 | 8月16日  | SUMMER SONIC 2019                                                           | 大阪府・舞洲スポーツアイランド     | 本店は8月17日の東京会場のみ、2号店は8月16日の大阪会場のみの出演。 |
| 2019年 | 9月8日   | 風とロック芋煮会2019 イモニー村祭り                                         | 福島県・しらさかの森スポーツ公園   | |
| 2019年 | 9月14日  | シミズオクト Presents 氣志團万博2019 ～房総ロックンロール最高びんびん物語～ | 千葉県・袖ケ浦海浜公園             | 本店は9月15日、2号店は9月14日のみの出演。 |
| 2019年 | 10月5日  | マグロック2019                                                              | 静岡県・清水マリンパーク           | |
| 2019年 | 12月30日 | COUNTDOWN JAPAN 19/20                                                       | 千葉県・幕張メッセ                 | DANGER×DEER(DJ / KSUKE)ソロ出演 |
| 2021年 | 5月4日   | VIVA LA ROCK 2021                                                           | 埼玉県・さいたまスーパーアリーナ   | 本店は5月5日、2号店は5月4日の出演。 |
| 2021年 | 7月31日  | OSAKA GIGANTIC MUSIC FESTIVAL 2022                                          | 大阪府・舞洲スポーツアイランド     | |
| 2021年 | 12月12日 | マグロック＆フジソニック EXTRA~SAIKAI~                                      | 静岡県・LIVE ROXY SHIZUOKA         | |
| 2022年 | 5月4日   | VIVA LA ROCK 2022                                                           | 埼玉県・さいたまスーパーアリーナ   | |
| 2022年 | 5月7日   | ONE FESS2022 -IMIZU MUSIC FESTIVAL-                                         | 富山県・海王丸パーク               | |
| 2022年 | 7月8日   | PROMPTS 2022 Japan Tour                                                     | 東京都・Spotify O-WEST             | DANGER×DEERのみ出演。 |
| 2022年 | 7月29日  | OGA NAMAHAGE ROCK FESTIVAL vol.11                                           | 秋田県・男鹿市船川港内特設ステージ | |
| 2023年 | 5月7日   | VIVA LA ROCK 2023                                                           | 埼玉県・さいたまスーパーアリーナ   | オマキの最後の出演。 |
| 2023年 | 7月22日  | OSAKA GIGANTIC MUSIC FESTIVAL 2023                                          | 大阪府・舞洲スポーツアイランド     | |
| 2023年 | 9月17日  | KOYABU SONIC 2023                                                           | 大阪府・インテックス大阪           | |
| 2023年 | 11月4日  | FULL POWER FESTʼ23                                                          | 広島県・マリーナホップ特設会場     | |

### 主催イベント
| 年     | 月日     | 公演タイトル | 会場                                 | 備考                       |
| ------ | -------- | --- | ------------------------------------ | -------------------------- |
| 2019年 | 6月16日  | マキシマム ザ ホルモン2号店 臨時副稼業 | 栃木県・ベルモール かりよんぷらざ    | ファン交流会               |
| 2019年 | 9月25日  | マキシマム ザ ホルモン フランチャイズ化! コロナナモレモモ デビューシングル発売記念～コロナナモレモモと本店オーナー笹島ササ（マキシマムザ亮君）の名刺お渡し握手会～ | 東京都・タワーレコード新宿店、渋谷店 |                            |
| 2019年 | 11月30日 | コロナナモレモモ デビューシングル発売記念! ホーム栃木で無料ミニマム ザ ライブ & 福引抽選会                                                                         | 栃木県・岩下の新生姜ミュージアム     |                            |
| 2021年 | 4月17日  | コロナナモレモモ ラストシングル発売記念ライブ | 栃木県・足利ライブハウス大使館       |                            |
| 2024年 | 2月16日  | 暖簾下ろしワンマンファイナルライブ | 栃木県・HEAVEN'S ROCK 宇都宮 VJ-2    | このライブをもって活動終了 |